# Arnold Jackson
Arnold Nugent Strode Strode-Jackson CBE (5. dubna 1891, Addlestone – 13. listopadu 1972, Oxford) byl britský atlet, olympijský vítěz v běhu na 1500 metrů v roce 1912, později voják, právník a diplomat.
Studoval práva na univerzitě v Oxfordu, během studia se věnoval sportu, fotbalu a pozemnímu hokeji. V roce 1912 zkrátil svoje prázdniny v Norsku a zúčastnil se jako soukromá osoba olympiády ve Stockholmu (šlo o poslední olympijské hry, kdy byla takováto možnost). Startoval zde v běhu na 1500 metrů. Nejprve postoupil do finále, ve kterém zvítězil a jeho čas 3:56,8 se stal novým olympijským rekordem.